# Pantera (zespół muzyczny)

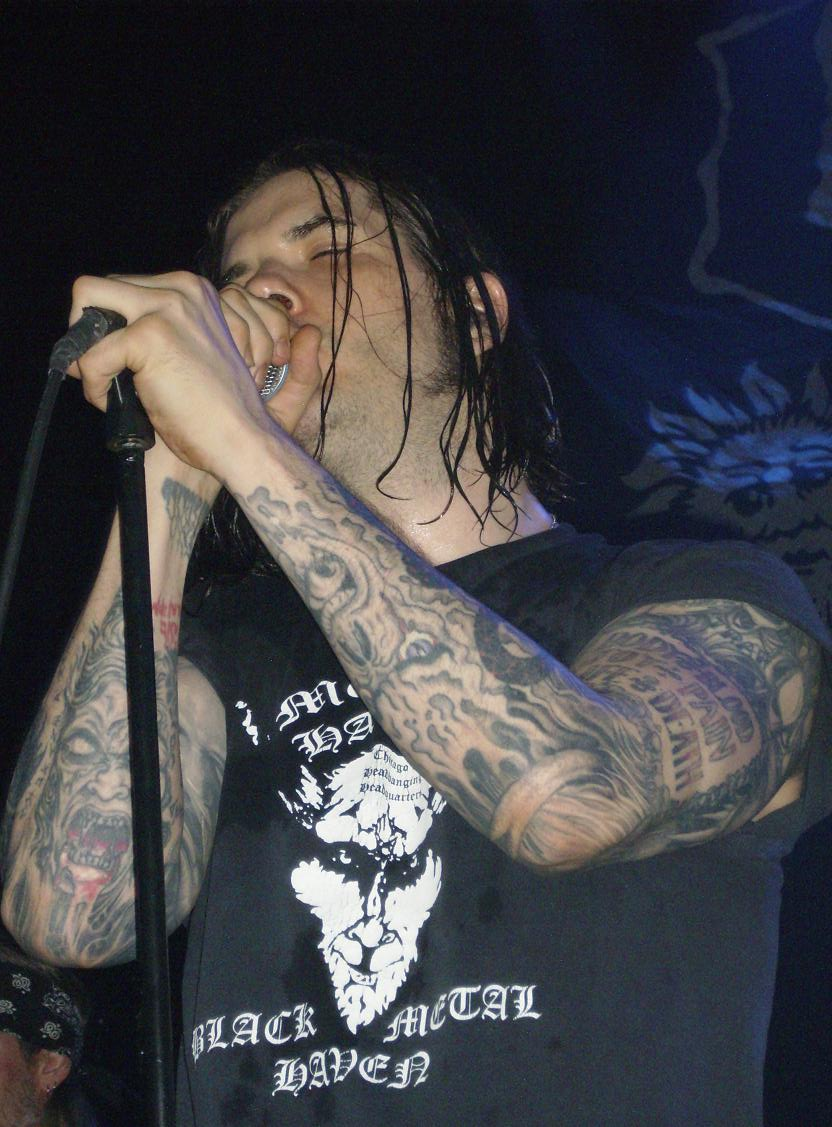
Phil Anselmo

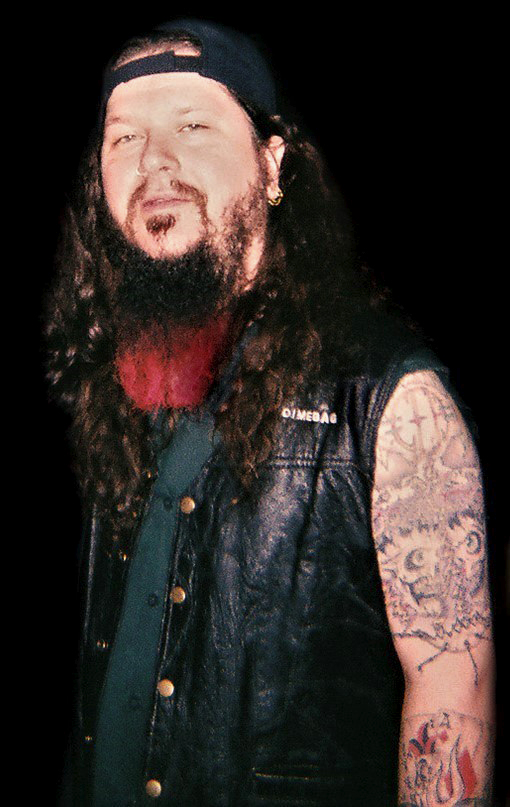
Dimebag Darrell

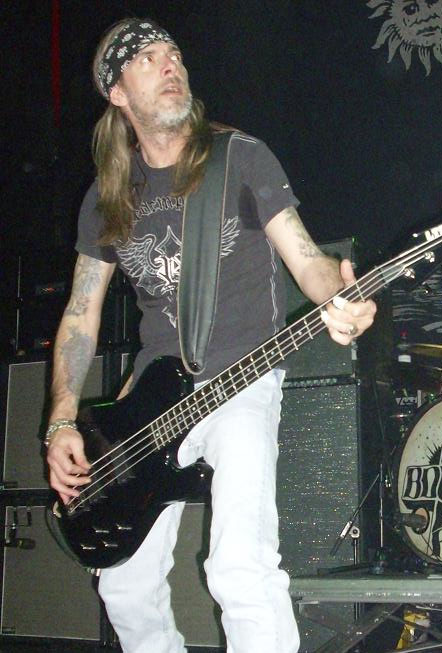
Rex Brown

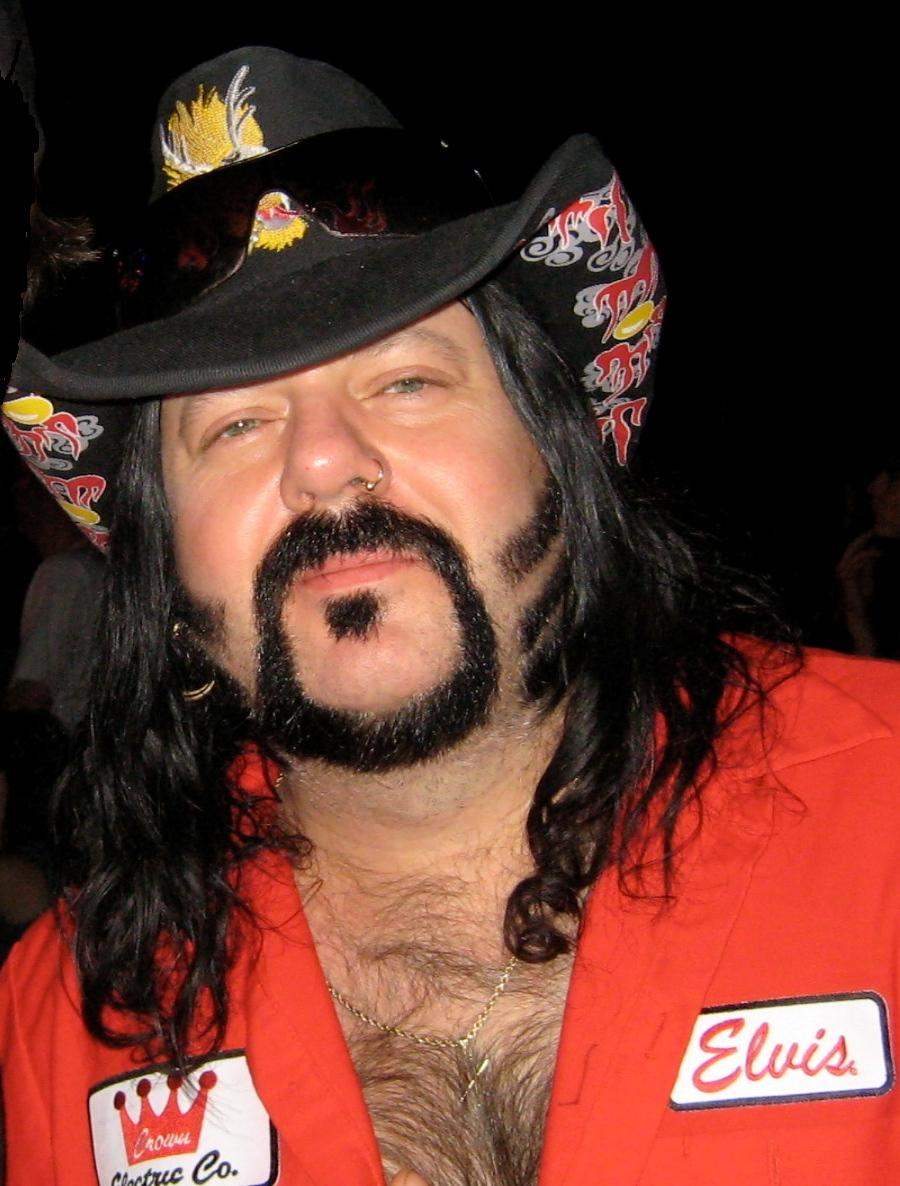
Vinnie Paul

Pantera – amerykański zespół muzyczny wykonujący muzykę metalową, założony w 1981 roku w Dallas w stanie Teksas. Był jednym z najważniejszych zespołów metalowych lat 90. XX wieku, wywierając wpływ na takie zespoły jak Machine Head, KoRn, Mudvayne i inne. Grał muzykę z gatunków thrash i heavy metal.

## Historia

### Początki
Założony przez braci – Darrella Abbotta (znanego początkowo jako Diamond Darrell, a po wydaniu Vulgar Display Of Power – Dimebag Darrell), grającego na gitarze, i Vincenta Paula Abbotta, znanego jako Vinnie Paul, grającego na perkusji. Skład uzupełnił Rex Brown grający na gitarze basowej i wokalista Terry Glaze. Zespół nagrał w tym składzie 3 płyty – Metal Magic (1983), Projects in the Jungle (1984), I Am the Night (1986) – ich producentem był ojciec braci Abbott, Jerry, znany producent country. W 1986 do zespołu dołączył Phil Anselmo, zastępując poprzedniego wokalistę. Nagrany z nim album Power Metal (1988) nie odniósł dużego sukcesu komercyjnego, ale zdołał zainteresować wytwórnię Atco i znanego producenta Terry’ego Date'a. W efekcie Pantera podpisała kontrakt płytowy.

### Cowboys from Hell
W 1990 roku zespół nagrał album Cowboys from Hell i ruszył w trasę koncertową po całym świecie, występował między innymi razem z zespołem Judas Priest. W 1991 roku zespół, wraz z Metallicą, AC/DC i The Black Crowes, wystąpił na koncercie Monsters of Rock w Moskwie dla 1 mln widzów. W tym samym roku zespół wydał swoje pierwsze video, zatytułowane po prostu Cowboys From Hell – The Videos.

### Vulgar Display of Power
Jak mówi anegdota, podczas wspólnych koncertów z zespołem Helmet muzyków Pantery oświeciło – zrozumieli, że aby odnieść sukces, trzeba postawić na świeżość i agresywność. Wynikiem tego była nagrana w 1992 roku płyta Vulgar Display of Power. Po tym albumie Pantera odeszła od grania w stylu Judas Priest i Mötley Crüe. Świeżość, agresja, niezwykłe dopracowanie albumu odmieniły scenę metalową. Pantera ruszyła w dwuletnią trasę koncertową po całym świecie. W 1993 roku wyszło drugie video zespołu zatytułowane Vulgar Video.

### Far Beyond Driven
W 1994, po zaledwie 4-tygodniowym okresie pracy nad albumem, powstał Far Beyond Driven. Pantera zadebiutowała na pierwszym miejscu listy Billboard. Pochodzą z niego takie utwory jak I’m Broken, 5 Minutes Alone, Becoming, jak również cover Black Sabbath – Planet Caravan.
Przerwę w pracy z Panterą Anselmo wykorzystał na nagranie albumu Down – NOLA w 1995. Wtedy to w Panterze zaczęły pojawiać się konflikty. Anselmo oddalił się od zespołu. Dodatkowo sytuację pogorszyły jego bóle miednicy spowodowane nieszczęśliwym wypadkiem podczas jednego z koncertów. Lekarze zalecali poddanie się operacji, po której rehabilitacja trwałaby około roku. Wokalista nie zgodził się i pod pretekstem uśmierzenia bólu wpadł w heroinowy nałóg.

### The Great Southern Trendkill
W 1996 roku Pantera wydała album The Great Southern Trendkill. Opinie o tym albumie są podzielone. Zespół próbował przesunąć punkt muzycznego ekstremum jeszcze dalej. Sam Phil Anselmo powiedział później, że trochę przesadził. Okres ten był jednym z najtrudniejszych w historii zespołu. Na każdy koncert Anselmo wychodził pod wpływem dużej ilości alkoholu i narkotyków. Podczas występów często zdarzało mu się wygłaszać obraźliwe teksty w stronę publiczności. Konflikt w zespole był na tyle poważny, że bracia Abbott i Rex Brown nagrali muzykę na The Great Southern Trendkill w studio w Dallas, podczas gdy wokalista swoje partie zarejestrował w Nowym Orleanie.
W tym samym roku po koncercie w Dallas Anselmo przedawkował heroinę, przez 5 minut nie oddychał. Na miejscu znajdowali się jednak sanitariusze, którzy uratowali mu życie. Gdy Anselmo obudził się w szpitalu, pielęgniarka powitała go słowami: Witaj ponownie wśród żywych. Przedawkowałeś heroinę. Po tym wydarzeniu Pantera wróciła do koncertowania, a wokalista zarzekł się, że już nigdy nie zażyje heroiny.

### Official Live: 101 Proof i Reinventing the Steel
W 1997 Pantera wydała swój pierwszy i jedyny album koncertowy Official Live: 101 Proof. Na następne wydawnictwo zespół kazał fanom czekać do 2000 roku. W tym roku światło dzienne ujrzało ostatnie oryginalne wydawnictwo Pantery, Reinventing the Steel. 26 sierpnia 2001 roku w ramach festiwalu Beastfest grupa zagrała koncert w Yokohamie w Japonii. Jak się później okazało, był to ostatni występ na żywo Kowbojów z piekła.
W 2001 grupa miała przyjechać do Polski na swój pierwszy koncert w tym kraju w ramach Tattoo the Planet razem z zespołami Slayer i Static-X, ale wydarzenia z 11 września 2001 roku spowodowały odwołanie przez Panterę całej trasy.

### Rozpad
W 2002 roku Anselmo poprosił o przerwę, aby mógł się skupić nad drugim wydawnictwem zespołu Down. Wtedy to nastąpił faktyczny rozpad Pantery. Po wydaniu tego albumu Anselmo poświęcił się innemu swojemu projektowi pobocznemu, Superjoint Ritual (założonemu jeszcze na początku lat 90.) i nagrał debiutancki album Use Once and Destroy. Płyta wywołała mieszane uczucia u fanów i mediów, a tym samym nie odniosła sukcesu na miarę Pantery. W 2003 Anselmo nagrał drugi album Superjoint Ritual, A Lethal Dose of American Hatred. W okresie tym udzielił on szeregu wywiadów, mówiąc między innymi, że Dimebag kilka razy zasłużył na lanie. W tym samym roku wyszedł kompilacyjny album zawierający największe hity – The Best of Pantera: Far Beyond the Great Southern Cowboys’ Vulgar Hits!. Vinnie Paul i Dimebag Darrell, dochodząc do wniosku, że Pantera już nigdy nie będzie tym samym zespołem co dawniej, założyli grupę Damageplan z Patrickiem Lachmanem jako wokalistą i Bobem Zillą jako basistą. Na początku 2004 wyszedł jej debiutancki album New Found Power, który był próbą połączenia stylistyki Pantery z bardziej przebojowymi melodiami.
8 grudnia 2004 podczas koncertu Damageplan w klubie Alrosa Villa w Columbus Dimebag Darrell został zastrzelony pięcioma strzałami w tył głowy przez Nathana Gale’a, byłego żołnierza Marines wyrzuconego z wojska, który wszedł na scenę tylnym wejściem. Poza nim Gale zastrzelił jeszcze 3 osoby (ochroniarza zespołu, pracownika klubu oraz fana, który próbował obezwładnić napastnika) oraz ranił 2 członków ekipy technicznej, zanim został zastrzelony przez policjanta Jamesa Niggemeyera.
Powody zamachu nie są do końca znane, jednak – jak mówią psychologowie – nie było nim raczej obwinianie przez Gale’a braci Abbott za rozpad Pantery. Prawdopodobnie mężczyzna był chory psychicznie – wydawało mu się, że członkowie zespołu wyśmiewają się z niego.

## Muzycy

### Ostatni znany skład zespołu
- „Dimebag” Darrell Abbott (zmarły) – gitara (1981–2003)
- Vinnie Paul Abbott (zmarły) – perkusja (1981–2003)
- Rex Brown – gitara basowa (1982–2003)
- Phil Anselmo – śpiew (1987–2003)

### Byli członkowie
- Donny Hart – śpiew (1981–1982)
- Tommy Bradford – gitara basowa (1981–1982)
- Terry Glaze – gitara rytmiczna (1981–1982), śpiew (1982–1986)
- Matt L’Amour – śpiew (1986)
- David Peacock – śpiew (1986–1987)

## Dyskografia

### Albumy studyjne
| 1983                           | Metal Magic - Data: 10 czerwca 1983 - Wydawca: Metal Magic Records           | –   | –  | –  | –  | –  | –  | –  | –  | –  | –  | –  | –  |                           |
| 1984                           | Projects in the Jungle - Data: 27 lipca 1984 - Wydawca: Metal Magic Records  | 198 | –  | –  | –  | –  | –  | –  | –  | –  | –  | –  | –  |                           |
| 1985                           | I Am the Night - Data: 16 sierpnia 1985 - Wydawca: Metal Magic Records       | –   | –  | –  | –  | –  | –  | –  | –  | –  | –  | –  | –  |                           |
| 1988                           | Power Metal - Data: 24 czerwca 1988 - Wydawca: Metal Magic Records           | 133 | –  | –  | –  | –  | –  | –  | –  | –  | –  | –  | –  |                           |
| 1990                           | Cowboys from Hell - Data: 24 lipca 1990 - Wydawca: Atco Records              | 117 | 20 | 29 | 81 | –  | –  | 46 | –  | –  | –  | –  | –  | - USA: platynowa płyta    |
| 1992                           | Vulgar Display of Power - Data: 10 lutego 1992 - Wydawca: Atco Records       | 44  | 19 | 12 | 21 | –  | 5  | –  | –  | 54 | 64 | –  | 69 | - USA: 2x platynowa płyta |
| 1994                           | Far Beyond Driven - Data: 22 marca 1994 - Wydawca: EastWest Records          | 1   | 1  | 8  | 6  | 14 | 15 | 2  | 47 | 8  | 3  | –  | 7  | - USA: platynowa płyta    |
| 1996                           | The Great Southern Trendkill - Data: 7 maja 1996 - Wydawca: EastWest Records | 2   | 2  | 7  | 2  | 5  | 8  | 7  | 61 | 43 | 17 | –  | 29 | - USA: platynowa płyta    |
| 2000                           | Reinventing the Steel - Data: 14 marca 2000 - Wydawca: EastWest Records      | 4   | 2  | 23 | 14 | 10 | 8  | 27 | 55 | 40 | 33 | 21 | 18 | - USA: złota płyta        |
| „–” pozycja nie była notowana. |                                                                              |     |    |    |    |    |    |    |    |    |    |    |    |                           |

### Albumy koncertowe
| Rok  | Tytuł                                                                        | Pozycja na liście | Pozycja na liście | Pozycja na liście | Pozycja na liście | Pozycja na liście | Pozycja na liście | Pozycja na liście | Pozycja na liście | Pozycja na liście | Pozycja na liście | Pozycja na liście | Pozycja na liście | Certyfikat         |
| Rok  | Tytuł                                                                        | FRA               | AUS               | USA               | NZL               | FIN               | SWE               | NOR               | NLD               | UK                | AUT               | JPN               | DEU               | Certyfikat         |
| ---- | ---------------------------------------------------------------------------- | ----------------- | ----------------- | ----------------- | ----------------- | ----------------- | ----------------- | ----------------- | ----------------- | ----------------- | ----------------- | ----------------- | ----------------- | ------------------ |
| 1997 | Official Live: 101 Proof - Data: 1 sierpnia 1997 - Wydawca: EastWest Records | 24                | 19                | 15                | 19                | 16                | 32                | 36                | 59                | 57                | 46                | 66                | 84                | - USA: złota płyta |

### Kompilacje
| 1994                           | Driven Downunder Tour ’94 Souvenir Collection - Data: 14 listopada 1994 - Wydawca: EastWest Records                             | –  | –  | –  | –  | –   |                        |
| 1996                           | The Singles 1991–1996 - Data: 23 września 1996 - Wydawca: EastWest Records                                                      | 40 | –  | –  | –  | –   |                        |
| 2003                           | The Best of Pantera: Far Beyond the Great Southern Cowboys’ Vulgar Hits! - Data: 5 września 2003 - Wydawca: Rhino Entertainment | –  | 38 | –  | –  | 116 | - USA: platynowa płyta |
| 2003                           | Reinventing Hell - Data: 29 września 2003 - Wydawca: Elektra Records                                                            | –  | –  | 32 | 33 | –   |                        |
| 2010                           | 1990 – 2000: A Decade of Domination - Data: 30 marca 2010 - Wydawca: Rhino Entertainment                                        | –  | –  | –  | –  | –   |                        |
| 2010                           | Cowboys from Hell: The Demos - Data: 26 listopada 2010 - Wydawca: Rhino Entertainment                                           | –  | –  | –  | –  | –   |                        |
| „–” pozycja nie była notowana. | |    |    |    |    |     |                        |

### Single
| Rok                            | Tytuł                   | Pozycja na liście | Pozycja na liście | Pozycja na liście | Pozycja na liście | Album                        |
| Rok                            | Tytuł                   | US Main.          | AUS               | SWE               | UK                | Album                        |
| ------------------------------ | ----------------------- | ----------------- | ----------------- | ----------------- | ----------------- | ---------------------------- |
| 1990                           | „Cowboys from Hell”     | –                 | –                 | –                 | –                 | Cowboys from Hell            |
| 1990                           | „Cemetery Gates”        | –                 | –                 | –                 | –                 | Cowboys from Hell            |
| 1990                           | „Psycho Holiday”        | –                 | –                 | –                 | –                 | Cowboys from Hell            |
| 1992                           | „Mouth for War”         | 24                | –                 | –                 | 73                | Vulgar Display of Power      |
| 1992                           | „This Love”             | –                 | –                 | –                 | –                 | Vulgar Display of Power      |
| 1992                           | „Hollow”                | –                 | –                 | –                 | –                 | Vulgar Display of Power      |
| 1993                           | „Walk”                  | –                 | –                 | –                 | 35                | Vulgar Display of Power      |
| 1994                           | „I’m Broken”            | –                 | 49                | 32                | 19                | Far Beyond Driven            |
| 1994                           | „Planet Caravan”        | 21                | –                 | –                 | 26                | Far Beyond Driven            |
| 1994                           | „5 Minutes Alone”       | 13                | 76                | –                 | –                 | Far Beyond Driven            |
| 1994                           | „Becoming”              | 12                | –                 | 60                | –                 | Far Beyond Driven            |
| 1996                           | „Drag the Waters”       | 29                | –                 | 78                | –                 | The Great Southern Trendkill |
| 1996                           | „Suicide Note Pt. I”    | 10                | 12                | 78                | 20                | The Great Southern Trendkill |
| 1996                           | „Floods”                | 50                | 90                | 33                | 19                | The Great Southern Trendkill |
| 1997                           | „Where You Come From”   | –                 | –                 | –                 | –                 | Official Live: 101 Proof     |
| 1999                           | „Cat Scratch Fever”     | 40                | –                 | –                 | –                 | Detroit Rock City soundtrack |
| 2000                           | „Revolution Is My Name” | 28                | –                 | –                 | –                 | Reinventing the Steel        |
| 2000                           | „Goddamn Electric”      | 21                |                   | –                 | –                 | Reinventing the Steel        |
| 2000                           | „I’ll Cast a Shadow”    | 37                | 15                | 76                | 15                | Reinventing the Steel        |
| 2012                           | „Piss”                  | 23                | –                 | –                 | –                 | Vulgar Display of Power      |
| „–” pozycja nie była notowana. |                         |                   |                   |                   |                   |                              |

## Wideografia
| 1991                           | Cowboys From Hell – The Videos - Data: 1 stycznia 1991 - Wydawca: Warner Bros. Records | – | - USA: złota płyta     |
| 1993                           | Vulgar Video - Data: 16 listopada 1993 - Wydawca: Warner Bros. Records                 | – | - USA: złota płyta     |
| 1997                           | 3 – Watch It Go - Data: 1997 - Wydawca: Warner Bros. Records                           | – | - USA: platynowa płyta |
| 1999                           | 3 Vulgar Videos from Hell - Data: 1 stycznia 1999 - Wydawca: EastWest Records          | 9 | - USA: platynowa płyta |
| „–” pozycja nie była notowana. |                                                                                        |   |                        |

## Teledyski
| Rok  | Tytuł                   | Reżyseria        | Album                                                                  |
| ---- | ----------------------- | ---------------- | ---------------------------------------------------------------------- |
| 1984 | „All Over Tonight”      | Paul Rachman     | Projects in the Jungle                                                 |
| 1985 | „Hot And Heavy”         | –                | I Am the Night                                                         |
| 1990 | „Cemetery Gates”        | Paul Rachman     | Cowboys From Hell                                                      |
| 1990 | „Cowboys From Hell”     | Paul Rachman     | Cowboys From Hell                                                      |
| 1990 | „Psycho Holiday”        | –                | Cowboys From Hell                                                      |
| 1992 | „Walk”                  | Paul Anderson    | Vulgar Display Of Power                                                |
| 1992 | „Mouth For War”         | Paul Rachman     | Vulgar Display Of Power                                                |
| 1992 | „This Love”             | Kevin Kerslake   | Vulgar Display Of Power                                                |
| 1994 | „5 Minutes Alone”       | Wayne Isham      | The Best Of Pantera: Far Beyond The Great Southern Cowboys Vulgar Hits |
| 1994 | „I’m Broken”            | Wayne Isham      | The Best Of Pantera: Far Beyond The Great Southern Cowboys Vulgar Hits |
| 1994 | „Planet Caravan”        | Michael Boydstun | Far Beyond Driven                                                      |
| 1995 | „Cemetery Gates”        | –                | Cowboys From Hell                                                      |
| 1996 | „Drag The Waters”       | Dimebag Darrell  | The Great Southern Trendkill                                           |
| 2000 | „Revolution Is My Name” | Jim Van Bebber   | Reinventing The Steel                                                  |

## Nagrody i wyróżnienia
| Rok  | Kategoria    | Tytułem | Nagroda         | Nota | Źródło |
| ---- | ------------ | ------- | --------------- | ---- | ------ |
| 2013 | Hall of Fame | Pantera | Kerrang! Awards | Laur | [ 20 ] |